# Alfred de Vast-Vimeux
Le baron Alfred de Vast-Vimeux, né le 8 juillet 1826 à Luneville (Meurthe) et mort le 20 juillet 1888 au château de Péré (Charente-Maritime), est un homme politique français.

## Biographie
Fils du général-baron Charles de Vast-Vimeux et de Marie-Louise de Mauclerc, époux d'Angélique Augustine de Rémont (petite-fille du vicomte Charles Angélique de Rémont), Alfred de Vast-Vimeux fait ses études au prytanée de La Flèche (1837-1843), entre, comme engagé volontaire (15 octobre 1844) au 12e dragons commandé par son père, devient brigadier fourrier le 15 avril 1845, maréchal des logis (15 octobre suivant), et admis à l'école spéciale militaire de Saint-Cyr deux mois après (15 décembre).
Sous-lieutenant d'infanterie au 74e de ligne le 1er octobre 1847, il passe dans la cavalerie, et est envoyé à Saumur (20 décembre suivant) comme élève officier. Il en sort (1er octobre 1849) sous-lieutenant aux chasseurs d'Afrique, et est nommé lieutenant (6 décembre 1850), puis capitaine (5 mars 1852). Il est, avec ce grade, officier d'ordonnance du prince Napoléon, et conseiller général au canton d'Aigrefeuille-d'Aunis (Charente-Inférieure), lorsque la mort de son père le fait entrer au Corps législatif comme député de ce département, élu, le 27 novembre 1859, dans la 1re circonscription (La Rochelle), contre M. Rivaille.
Il opte pour le parlement, donna sa démission de capitaine en 1860, et prend place dans la majorité dynastique. Successivement réélu, le 1er juin 1863 et le 24 mai 1869, il continue de soutenir les institutions impériales et vote pour la guerre contre la Prusse. Il reprend du service pendant cette dernière guerre, comme colonel du 8e régiment de mobiles de la Charente-Inférieure, fait campagne à l'armée de la Loire dans la 1re brigade d'infanterie de la 1re division du 16e corps, et est promu officier de la Légion d'honneur le 9 janvier 1871 ; il était chevalier du 14 août 1862.
Élu, le 8 février suivant, représentant de la Charente-Inférieure à l'Assemblée nationale, il siège au groupe bonapartiste de l'Appel au peuple, et vote pour la paix, pour l'abrogation des lois d'exil, pour la pétition des évêques, contre le service de trois ans, pour la démission de Thiers, contre le ministère de Broglie, contre l'amendement Wallon, contre les lois constitutionnelles ; il s'abstient sur le septennat.
Passé sénateur de la Charente-Inférieure le 30 janvier 1876, il siège dans la minorité bonapartiste de la Chambre haute, vote pour la dissolution de la Chambre demandée par le cabinet du 16 mai, et échoue au renouvellement triennal du 25 janvier 1885.
Porté, aux élections législatives du 4 octobre suivant, sur la liste conservatrice de la Charente-Inférieure, il est élu député et reprend sa place au groupe de l'Appel au peuple, combat de ses votes la politique scolaire et coloniale du gouvernement, et meurt avant la fin de la législature.